# Maultaschen
Schwäbische Maultaschen (także: Schwäbische Suppenmaultaschen lub Herrgottsbscheißerle) – odmiana dużych pierogów typu ravioli, potrawa kuchni szwabskiej, charakterystyczna dla niemieckiej Szwabii (Bawaria i Badenia-Wirtembergia), 22 października 2009 zarejestrowana przez Unię Europejską jako chronione oznaczenie geograficzne. 

## Charakterystyka
Nadzienie pierogów najczęściej składa się z mielonego mięsa, kiełbasy, szpinaku, boczku, chleba, jajek, pietruszki i cebuli, które owija się ciastem makaronowym w formę prostokątnego pieroga i gotuje, tradycyjnie serwując w zupie, np. w gorącym bulionie ze smalcem cebulowym. Możliwe jest też podawanie tych pierogów z sałatką ziemniaczaną albo z patelni. Spotykane jest również komponowanie na bazie Maultaschen dań kuchni fusion, np. z kuchniami chińskimi.  

## Legenda o powstaniu
Według legendy danie wymyślili mnisi z Ditzingen, którzy wierzyli, że gdy podczas postu zawiną posiekane mięso w plastry ciasta makaronowego, to wówczas Bóg nie zauważy ich drobnego grzechu przeciw wstrzemięźliwości w jedzeniu. 

## Galeria

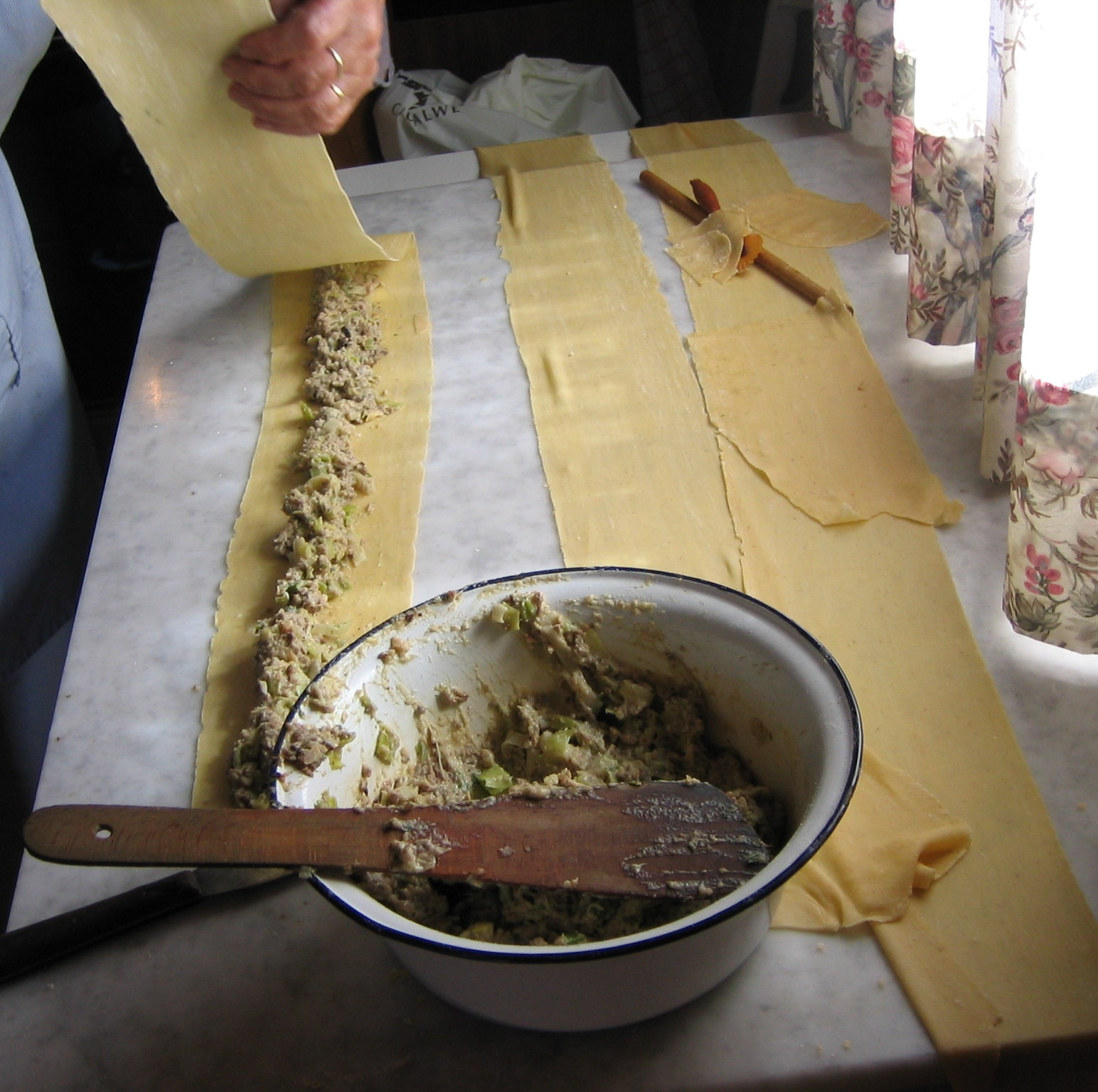
Przygotowywanie Maultaschen
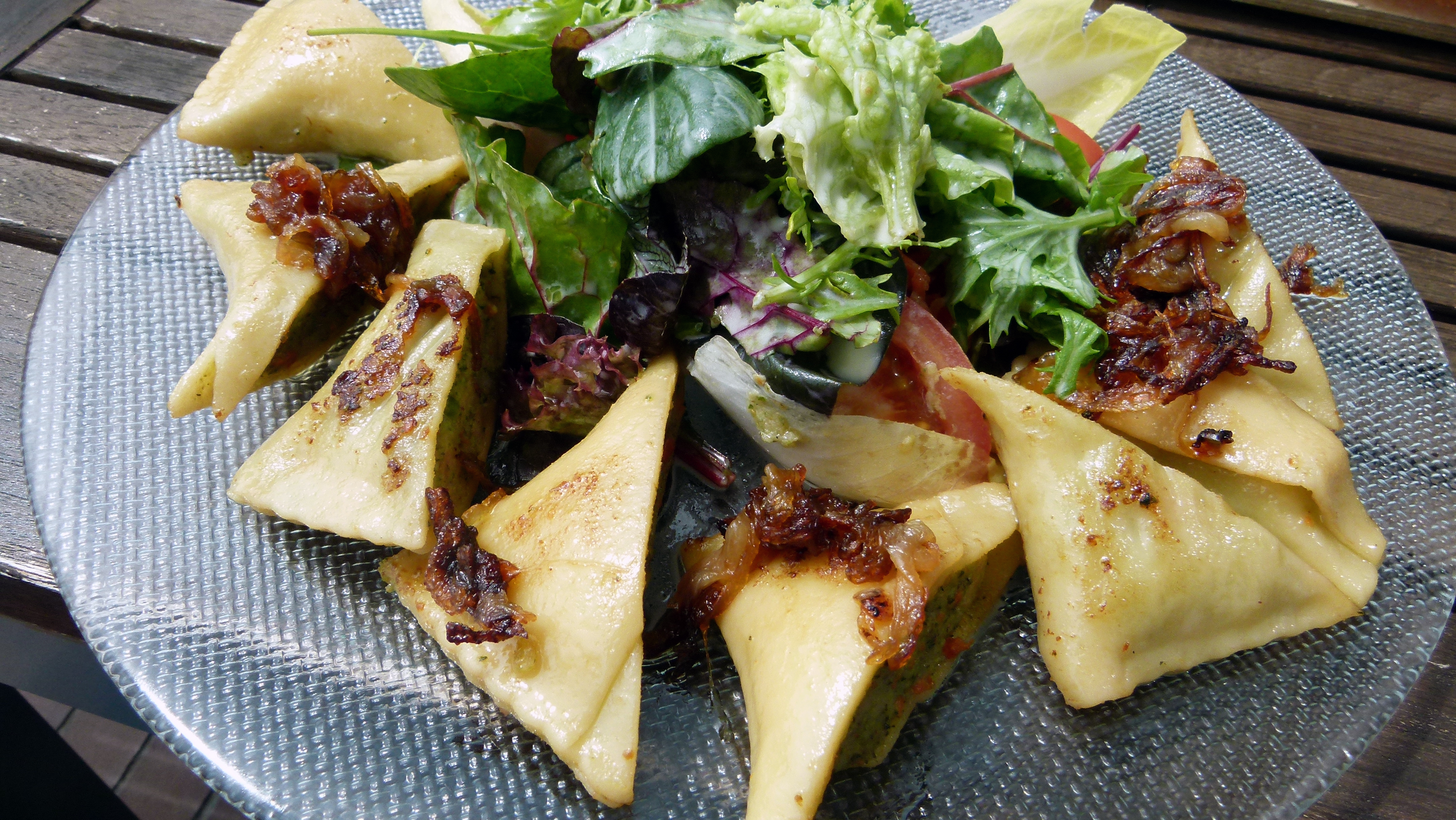
Maultaschen w Badenii
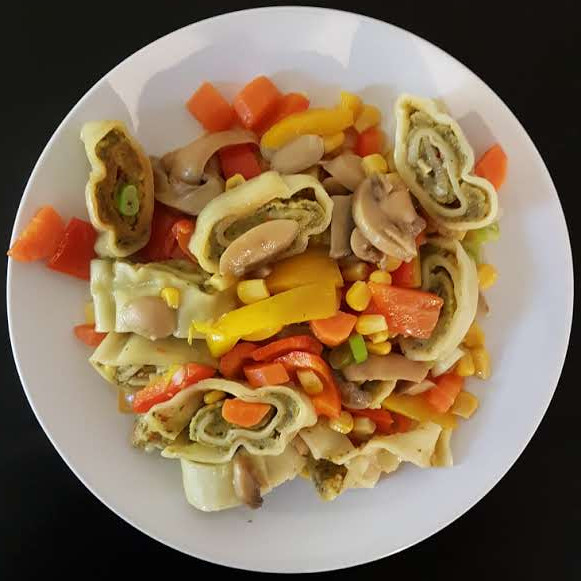
Maultaschen z warzywami
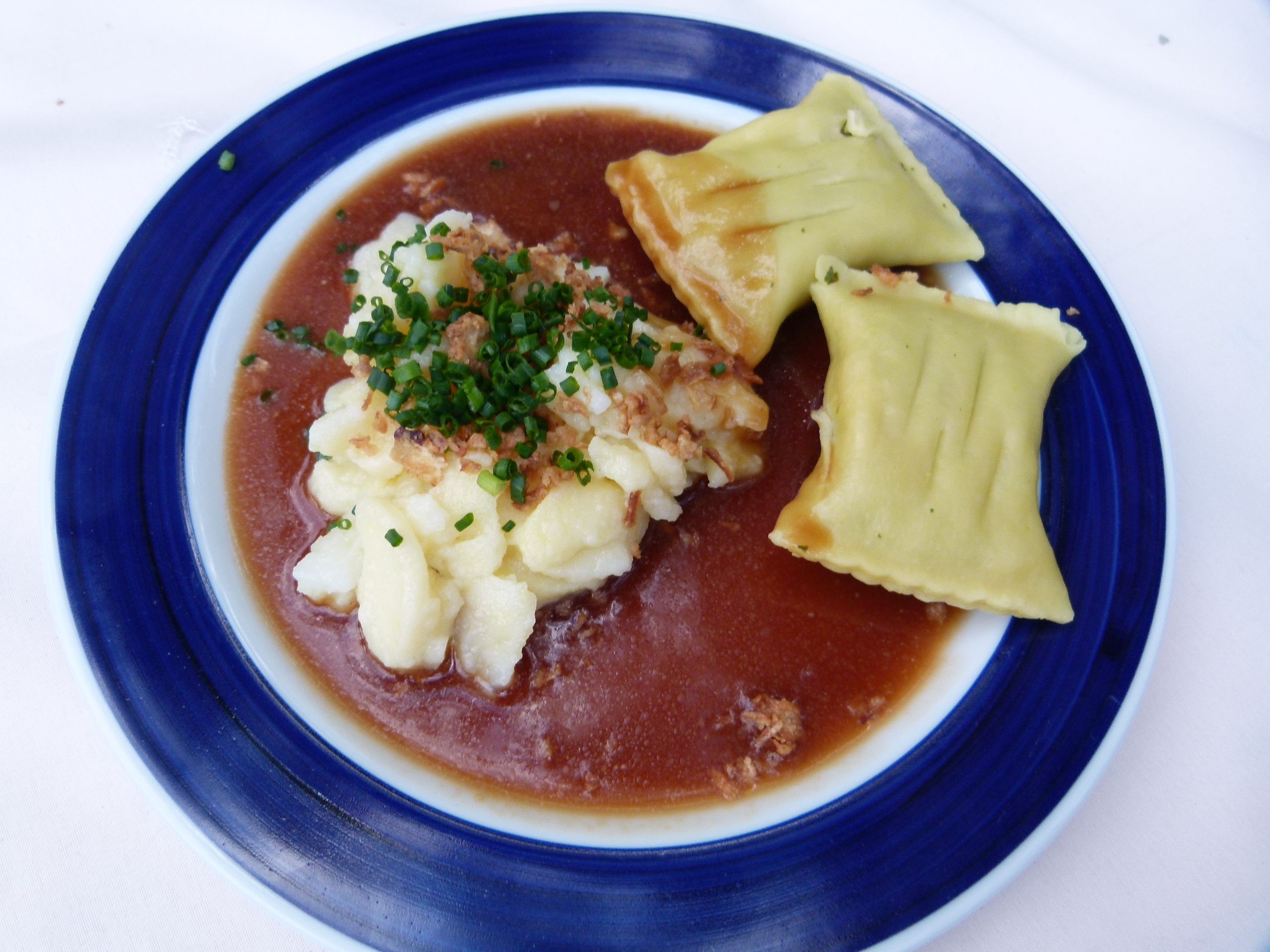
Masultaschen z sałatką ziemniaczaną